# Álex Urtasun
Alejandro Urtasun Uriz, detto Álex (Pamplona, 30 aprile 1984), è un cestista spagnolo.
È il fratello gemello di Txemi Urtasun.

## Palmarès

### Squadra
- Copa Princesa de Asturias: 1

Estudiantes: 2022

### Individuale
- MVP Copa Princesa de Asturias: 1

Estudiantes: 2022